# 3DO Interactive Multiplayer
3DO Interactive Multiplayer (kurz meist 3DO genannt) ist eine stationäre Spielkonsole von The 3DO Company, die erstmals am 4. Oktober 1993 in den Vereinigten Staaten veröffentlicht wurde.

## 3DO Interactive Multiplayer

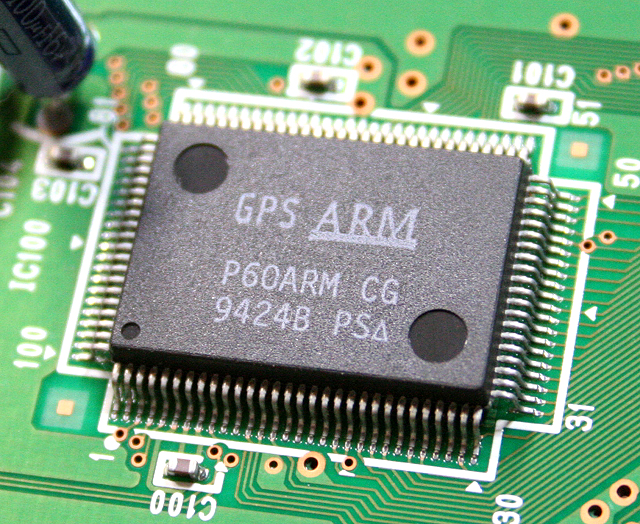
Die 32-bit ARM 60 CPU in der 3DO-Spielkonsole FZ-10

Die Spezifikationen des 3DO Interactive Multiplayer wurden von der New Technology Group, die letztlich von der 3DO Company aufgekauft wurde, entwickelt. Die erste Variante der für damalige Verhältnisse sehr leistungsstarken und schon auf 3D-Grafik ausgelegten CD-Konsole war das FZ-1, das Panasonic 1993 für 700 $ auf den Markt brachte.
Spätere Varianten stammten von Sanyo, Samsung, Goldstar und Creative Labs. Während der Hersteller Sanyo sein Gerät ausschließlich in Japan auf den Markt brachte, stellte Samsung im Sommer 1994 auf der CES in Chicago seine Version des 3DO vor, die nebenbei noch VCD-Filme abspielen konnte. Dieses wurde jedoch nie veröffentlicht. Die Goldstar 3DO-Konsole erschien in Asien und Europa für einen Preis von 399 $ und war damit günstiger als das Panasonic-Gerät. Creative Labs stellte unter dem Namen „3DO Blaster“ eine ISA-Steckkarte für PCs her, die es ermöglicht, 3DO-Software auf diesen auszuführen. Crystal Dynamics wurde speziell für die Entwicklung von 3DO-Spielen gegründet. Auch die Pornofilmgesellschaft Vivid Entertainment Group veröffentlichte einige Softcore-VCDs.
Das Softwareangebot war relativ gering und enthielt nur einige Titel, die sich dafür aber grafisch von der Konkurrenz abheben konnten. Besonders The Need for Speed und FIFA International Soccer zeigten die 3D-Fähigkeiten der Konsole. Ein besonders bekanntes Spiel des 3DO wurde Plumbers Don’t Wear Ties auf Grund seiner negativen Kritiken. Insgesamt war die Palette aber nur mit wenigen Killer-Applikationen besetzt. Obwohl es sich bei dem 3DO um eine US-Konsole handelt, existiert eine ungewöhnlich hohe Zahl japanischer Titel wie z. B. Policenauts (Konami) sowie Lucienne´s Quest (Microcabin).
Das 3DO galt aber nicht nur als Geburtskonsole zahlreicher Spieleserien (The Need For Speed sowie Gex erschienen zuerst auf dem 3DO), sondern zudem als Spielwiese der Programmierer für zahlreiche Experimente mit Filmsequenzen. So wurden in einem nicht unwesentlichen Teil der erhältlichen Spiele sog. Full Motion Videos (FMV) mit echten Schauspielern oftmals als Bestandteil des Spielinhalts eingesetzt. Beispiele hierfür sind u. a. die Lightgun-Shooter aus dem Hause American Laser Games sowie einige Spiele aus dem Genre des Interactive Movie: Hierbei seien vor allem Night Trap und Psychic Detective zu erwähnen, die FMV nicht als bloßen Selbstzweck, sondern Bestandteil der fortschreitenden Handlung einsetzten.

### Technische Daten
- Prozessor: 32-Bit-ARM60-RISC (12,5 MHz) sowie ein mathematischer Koprozessor
- Arbeitsspeicher: 2 MB
- Videospeicher: 1 MB
- Grafik-Chip: 2× 32-Bit-Videoprozessoren (je 25 MHz) mit 64 Millionen Pixel pro Sekunde
- Auflösung: 320×240 oder 320×480 (intern), 640×480 interpoliert (Ausgabe)
- Farbpalette: 16,7 Millionen (24 Bit pro Pixel)
- Sound-Chip: 16-Bit-DSP (25 MHz), mit 44,1 kHz Abtastrate und Dolby-Surround-Unterstützung
- Doublespeed-CD-Laufwerk
- Interner Speicher: 32 kB SRAM/1 MB ROM[2][3]